# Mykoła Skoryk
Mykoła Łeonidowycz Skoryk (ukr. Мико́ла Леоні́дович Ско́рик, ros. Николай Леонидович Скорик; ur. 27 listopada 1972 w Odessie) – ukraiński polityk i działacz państwowy. W latach 2006–2010 przewodniczący Odeskiej Rady Obwodowej. W latach 2013–2014 stał na czele Odeskiej Obwodowej Administracji Państwowej. Od 2014 deputowany do Rady Najwyższej Ukrainy VIII i IX kadencji. Kandydat nauk ekonomicznych.

## Życiorys

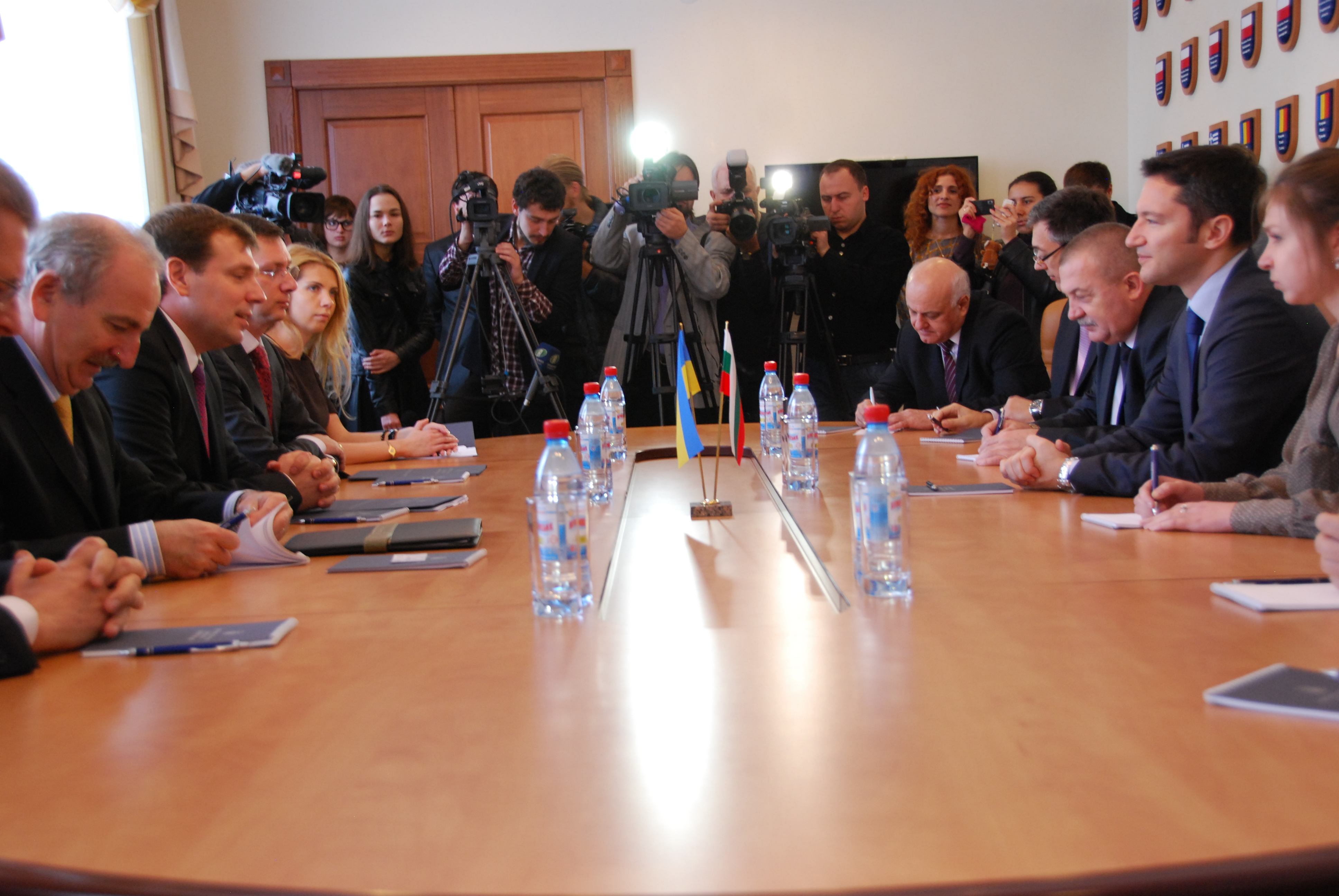
Mykoła Skoryk jako przewodniczący Odeskiej Obwodowej Administracji Państwowej podczas spotkania z przedstawicielami bułgarskiej delegacji państwowej (2013)

W 1994 ukończył Odeski Narodowy Uniwersytet Politechniczny, uzyskując na nim tytuł inżyniera–ekonomisty. W latach 1995–2006 pracował w największym ukraińskim banku komercyjnym – Imeksbanku. W 2002 został asystentem parlamentarzysty Łeonida Klimowa.
W latach 2006–2010 stał na czele Odeskiej Rady Obwodowej. W latach 2010–2013 był ministrem finansów Autonomicznej Republiki Krymu.
8 października 2012 uzyskał rangę urzędnika pierwszego stopnia. 8 listopada 2013 został mianowany przewodniczącym Odeskiej Obwodowej Administracji Państwowej. Jednocześnie stał na czele odeskich struktur Partii Regionów (ugrupowanie opuścił w marcu 2014).
Od czerwca do września 2014 był przewodniczący odeskiego biura Partii Rozwoju Ukrainy. Wspierał kandydaturę Serhija Tihipki w wyborach prezydenckich w 2014. W wyborach parlamentarnych w 2014 został wybrany deputowanym do Rady Najwyższej Ukrainy z listy Bloku Opozycyjnego. W kwietniu 2015 głosował przeciwko ukraińskim ustawom dekomunizacyjnym. 18 stycznia 2018 był jednym z 36 deputowanych, którzy głosowali przeciwko ustawie o uznaniu suwerenności Ukrainy na terytoriach obwodów donieckiego i ługańskiego.
W wyborach parlamentarnych w 2019 ponownie dostał się do ukraińskiego parlamentu, tym razem z ramienia Opozycyjnej Platformy – Za Życie.
W 2020 został w wyborach samorządowych kandydatem na urząd mera Odessy. W ich I turze zajął 2. miejsce, zdobywając 39 351 głosów (19,06% poparcia). Do oddawania na niego głosów w II turze wzywali różni ludzie ukraińskiego życia politycznego, m.in. Serhij Kiwałow, Jewhen Czerwonenko oraz Anatolij Szarij. Skoryk ostatecznie jednak przegrał z ubiegającym się o reelekcję Hennadijem Truchanowem, otrzymując 77 518 głosów (37,54% poparcia).

## Ordery i odznaczenia
- Dyplom Narodowego Banku Ukrainy (2004)[4]
- Dyplom Rady Najwyższej Ukrainy (2005)[4]
- Honorowa Nagroda Przewodniczącego Odeskiej Obwodowej Administracji Państwowej (2007)[4]

- Order „Za zasługi” II klasy (2013)[15]
- Order „Za zasługi” III klasy (2008)[16]

## Życie prywatne
Jego ojciec pracował w branży elektronicznej, matka z zawodu była fizykiem. Był dwukrotnie żonaty, ma trójkę dzieci.
Poza ukraińskim potrafi posługiwać się również językiem rosyjskim i angielskim.